# Liste der Baudenkmale in Lemgow
In der Liste der Baudenkmale in Lemgow sind alle Baudenkmale der niedersächsischen Gemeinde Lemgow aufgelistet. Der Stand der Liste ist der 10. Oktober 2021.

## Lemgow-Bockleben

### Gruppe baulicher Anlagen in Lemgow-Bockleben
| Lage                               | Bezeichnung | Beschreibung                                                                      | ID       | Bild |
| ---------------------------------- | ----------- | --------------------------------------------------------------------------------- | -------- | ---- |
| Nr. 3 52° 54′ 26″ N, 11° 20′ 32″ O | Hofanlage   | Baudenkmalgruppe mit Wohnhaus (ID 30858929) und Wirtschaftsgebäuden (ID 30858908) | 30827576 | BW   |
| Nr. 9 52° 54′ 19″ N, 11° 20′ 35″ O | Hofanlage   | Baudenkmalgruppe mit Wohnwirtschaftsgebäude (ID 30858587) und Stall (ID 35894184) | 30827586 | BW   |

### Einzeldenkmal in Lemgow-Bockleben
| Lage                               | Bezeichnung             | Beschreibung | ID       | Bild |
| ---------------------------------- | ----------------------- | --- | -------- | ---- |
| Nr. 3 52° 54′ 26″ N, 11° 20′ 34″ O | Wirtschaftsgebäude      | Eineinhalb- und zweigeschossiger Backsteinbau, an das Wohnhaus beidseitig anschließend und als Dreiflügelanlage einen Innenhof umschließend. Errichtet 1898 (i). | 30858908 | BW   |
| Nr. 3 52° 54′ 26″ N, 11° 20′ 31″ O | Wohnhaus                | Zweigeschossiger, kubischer Backsteinbau unter Walmdach in Schieferdeckung; Fassadendekor in hellem Zementputz. Errichtet 1897 (i).                              | 30858929 | BW   |
| Nr. 7 52° 54′ 21″ N, 11° 20′ 33″ O | Wohnhaus                | Zweigeschossiger, kubischer Backsteinbau unter Walmdach in Schieferdeckung; Fassadenschmuck in Zementputz. Errichtet 1894 (i).                                   | 30858890 | BW   |
| Nr. 7 52° 54′ 21″ N, 11° 20′ 35″ O | Wohn-Wirtschaftsgebäude | Zweigeschossiger, kubischer Backsteinbau unter Walmdach in Schieferdeckung; Fassadenschmuck in Zementputz. Errichtet 1894 (i).                                   | 30858872 | BW   |
| Nr. 9 52° 54′ 19″ N, 11° 20′ 34″ O | Wohn-Wirtschaftsgebäude | Zweigeschossiger, kubischer Backsteinbau unter Walmdach in Schieferdeckung; Fassadenschmuck in Zementputz. Errichtet 1894 (i).                                   | 30858587 | BW   |
| Nr. 9 52° 54′ 20″ N, 11° 20′ 35″ O | Stall                   | Eingeschossiger langgestreckter Massivbau aus Backsteinmauerwerk mit Satteldach in Hohlpfannendeckung. Errichtet 1866 (i).                                       | 35894184 | BW   |

## Lemgow-Großwitzeetze

### Gruppe baulicher Anlagen in Lemgow-Großwitzeetze
| Lage                                                | Bezeichnung   | Beschreibung | ID       | Bild |
| --------------------------------------------------- | ------------- | --- | -------- | ---- |
| Rundling Großwitzeetze 52° 54′ 40″ N, 11° 19′ 24″ O | Rundlingsdorf | Der in seiner Struktur gut erhaltene Rundling Großwitzeetze stammt in seiner Substanz aus der Mitte des 19. Jahrhunderts. Während die Südseite des Rundlings ihre alte Bausubstanz weitgehend verloren hat, ist der traditionelle Bestand an Gebäuden in der nördlichen Hälfte teilweise erhalten und zeigt sich insbesondere in den als Vierständerbauten ausgeführten, zum Dorfplatz giebelständig stehenden Wohn-/Wirtschaftsgebäuden der Hofanlagen Im Rundling 3, 4 und 7. Dazu gehören auch einige Nebengebäude. | 30827596 | BW   |

### Einzeldenkmal in Lemgow-Großwitzeetze
| Lage                                        | Bezeichnung              | Beschreibung | ID       | Bild |
| ------------------------------------------- | ------------------------ | --- | -------- | ---- |
| Im Rundling 3 52° 54′ 44″ N, 11° 19′ 21″ O  | Wohn-/Wirtschaftsgebäude | Giebelständiges Vierständerhaus mit Backsteinausfachung unter Satteldach in Cementplattendeckung auf der östlichen Dachhälfte über dem Wohnteil. 1830(i). Mit Sandsteinpfeilern und zweiflügeligem gusseisernen Tor an der Einfahrt. | 30858853 | BW   |
| Im Rundling 3 52° 54′ 43″ N, 11° 19′ 21″ O  | Stall                    | Eingeschossiger unverputzter Backsteinbau mit Satteldach. Rundbogenfenster. Errichtet Ende des 19. Jahrhunderts. | 35892947 | BW   |
| Im Rundling 4 52° 54′ 41″ N, 11° 19′ 23″ O  | Wohn-/Wirtschaftsgebäude | Auffallend langgestrecktes Vierständerhaus in Fachwerk mit Backsteinausfachung, teilweise Lehmstakung an der östlichen Traufseite; unter Satteldach. Errichtet 1830 (i). | 30858834 | BW   |
| Im Rundling 4a 52° 54′ 43″ N, 11° 19′ 24″ O | Scheune                  | Fachwerkbau mit Backsteinausfachung; eine Durchfahrt und eine Einfahrt. Teilweise zu Wohnzwecken ausgebaut. Satteldach in Schieferdeckung mit beidseitigem Halbwalm. Errichtet in der zweiten Hälfte des 19. Jahrhunderts. | 35892981 | BW   |
| Im Rundling 5 52° 54′ 42″ N, 11° 19′ 25″ O  | Wohn-/Wirtschaftsgebäude | Nördlich am Dorfplatz giebelständiges zweigeschossiges Wohn-/Wirtschaftsgebäude in zum Teil verdecktem Fachwerk. Mitte 19. Jahrhundert. Satteldach mit beidseitigem Halbwalm, Tonziegel der Dachbedeckung erneuert. Giebel der Südfassade weist vorkragendes Fachwerk auf, wobei die Front verputzt ist. Über Giebel und 1. Stock ziehen sich je vier Fenster. Eingangstür mit Treppenzugang zurückversetzt. | 36330861 | BW   |
| Im Rundling 7 52° 54′ 40″ N, 11° 19′ 27″ O  | Wohn-/Wirtschaftsgebäude | Vierständerhaus in Fachwerk mit Backsteinausfachung, unter Halbwalmdach in Biberschwanzkronendeckung; weitgehend zu Wohnzwecken ausgebaut. Errichtet 1842 (i). | 30858815 | BW   |
| Im Rundling 8 52° 54′ 40″ N, 11° 19′ 27″ O  | Wohn-/Wirtschaftsgebäude | Östlich am Ortskern stehendes giebelständiges zweigeschossiges Wohn- und Wirtschaftsgebäude einer Hofanlage mit rückwärtig angebautem Stall, quergelagerter Scheune und Remise. Inschriftlich ist das Wohn- und Wirtschaftsgebäude auf 1887 datiert, eine Jahrestafel am Wirtschaftsgiebel zeigt die Inschrift: "J.J. H. / Grassau / 1887. Giebel in Backsteinausfachung mit Anlehnungen ans Vierständerhaus, Trauffassaden in Fachwerk. Zwerchhaus in der südlichen Dachfläche über Hauseingang. Satteldach mit beidseitigem Halbwalm in Schieferdeckung. | 36330986 | BW   |

## Lemgow-Kriwitz

### Einzeldenkmal in Lemgow-Kriwitz
| Lage                                | Bezeichnung | Beschreibung | ID       | Bild |
| ----------------------------------- | ----------- | --- | -------- | ---- |
| Nr. 11 52° 53′ 59″ N, 11° 17′ 21″ O | Wohnhaus    | Zweigeschossiger, kubischer Backsteinbau unter Walmdach in Schieferdeckung; zweiachsiger Eingangsrisalit unter Staffelgiebel mittig in der zum Dorfplatz gerichteten Schaufassade; sparsamer Fassadenschmuck in Ziegelsteinziersetzung. Errichtet um 1900. | 30858797 | BW   |

## Lemgow-Predöhl

### Gruppe baulicher Anlagen in Lemgow-Predöhl
| Lage                                                       | Bezeichnung                                                             | Beschreibung | ID       | Bild           |
| ---------------------------------------------------------- | ----------------------------------------------------------------------- | --- | -------- | -------------- |
| Einzellage östlich des Dorfes 52° 54′ 11″ N, 11° 16′ 53″ O | Hohe Kirche um Lemgow mit umgebenden Friedhof, Baumbestand und Ehrenmal | Die evangelische Kirche ist ein einschiffiger Bau aus Feldstein und Backstein. Die Apsis stammt aus dem 14. Jahrhundert, der Turm aus dem 15. Jahrhundert und das Schiff wurde von 1770 bis 1771 erbaut. Die ausstattung im Inneren wurde im Stil des Barockes erstellt. Die Empore ist an den Seiten zweigeschossig. | 30827616 | Weitere Bilder |

### Einzeldenkmal in Lemgow-Predöhl
| Lage                                                       | Bezeichnung      | Beschreibung | ID       | Bild |
| ---------------------------------------------------------- | ---------------- | --- | -------- | ---- |
| Einzellage östlich des Dorfes 52° 54′ 11″ N, 11° 16′ 56″ O | Hohe Kirche      | Rechteckiger Saalbau in Backsteinmauerwerk auf Feldsteinsockel und unter Mansarddach in roter Hohlpfannendeckung; eingezogener, polygonaler Chor in Feldsteinmauerwerk mit Strebepfeilern in Backsteinmauerwerk; nach Osten polygonal gewalmtes Dach; dreigeschossiger, querrechteckiger Westturm in Backsteinmauerwerk und unter quer gelagertem Satteldach in roter Biberschwanzdeckung. Chor errichtet um 1300; Turm Ende des 15. Jahrhunderts; Schiff zwischen 1770 und 1774 unter Oberlandbaumeister Otto Heinrich von Bonn erneuert. Innenraum einheitlich barocker gestaltet mit Kanzelaltar und umlaufender Empore, an den Seiten zweigeschossig. | 30858625 |      |
| Nr. 10 52° 54′ 12″ N, 11° 16′ 4″ O                         | Wohnhaus         | Zweigeschossiger Fachwerkbau mit Backsteinausfachung, unter Halbwalmdach in Schiefer- und Ziegeldeckung; zweiachsiges Zwerchhaus mittig in der nördlichen Dachfläche. Errichtet in der Mitte des 19. Jahrhunderts. Ehemals Predöhl Nr. 9. | 30858779 | BW   |
| Nr. 14 52° 54′ 12″ N, 11° 16′ 9″ O                         | Ehemalige Schule | Dreigliedriger Fachwerkbau mit Backsteinausfachung; Wirtschaftsteil eines Vierständerhauses im Norden; südlich anschließend zweigeschossiger Wohnteil; weiter südlich eingeschossiger Schulteil. Errichtet 1833 (i). Ehemals Predöhl Nr. 15. | 30858761 | BW   |

## Lemgow-Prezier

### Gruppe baulicher Anlagen in Lemgow-Prezier
| Lage                                                                             | Bezeichnung                                                            | Beschreibung | ID       | Bild |
| -------------------------------------------------------------------------------- | ---------------------------------------------------------------------- | --- | -------- | ---- |
| Nr. 1, 3, 4, 5, 7, 8, 9, 11, 12, 13, 14, 19, 23, 25 52° 53′ 49″ N, 11° 18′ 20″ O | Gesamter Rundling mit allen Hofanlagen, Dorfplatz, Zufahrt und Kapelle | Der große Rundling Prezier ist in seiner regelmäßigen Struktur gut erhalten. Er besteht aus zahlreichen Wohn-/Wirtschaftsgebäuden, die sich giebelständig zum Dorfplatz orientieren. Der älteste Bau stammt von 1817 (Prezier Nr. 13), die übrigen Bauten aus dem späteren 19. Jahrhundert. Ein Dorfbrand von 1859 zerstörte viele der ursprünglichen Hallenhäuser, die wieder errichtet wurden und zumeist inschriftlich 1859/60 datiert sind. Ergänzt wird das Rundlingsensemble durch alten Baumbestand an den vorderen Hofgrenzen, wodurch der Dorfplatz zusätzlich betont wird. Zum Dorf gehören auch einige außerhalb des Rundlings liegenden Gebäude sowie die mittelalterliche Heilige-Drei-Könige-Kapelle am östlichen Ortseingang. | 30827627 | BW   |

### Einzeldenkmal in Lemgow-Prezier
| Lage                                    | Bezeichnung              | Beschreibung | ID       | Bild           |
| --------------------------------------- | ------------------------ | --- | -------- | -------------- |
| Prezier 25 52° 53′ 49″ N, 11° 18′ 23″ O | Kapelle                  | Die evangelische Kapelle wurde im Jahr 1785 erbaut. Es ist ein Feldsteinbau mit einem Turm aus Backstein. Der Turm hat einen quadratischen Grundriss, er ist oben achteckig und hat eine barocke Laterne mit Haube.                                                         | 30858130 | Weitere Bilder |
| Prezier 1 52° 53′ 50″ N, 11° 18′ 22″ O  | Scheune                  | Zum Dorfplatz giebelständiger Fachwerkbau mit Backsteinausfachung unter Krüppelwalmdach. Errichtet in der zweiten Hälfte des 19. Jahrhunderts. Straßengiebel 1912 (i) in Backstein erneuert.                                                                                | 30858703 | BW             |
| Prezier 3 52° 53′ 49″ N, 11° 18′ 23″ O  | Wohnhaus                 | Wohnhaus als zweigeschossiger Putzbau unter Halbwalmdach in Hohlpfannendeckung. Errichtet um 1900. | 30858684 | BW             |
| Prezier 4 52° 53′ 48″ N, 11° 18′ 23″ O  | Wohn-/Wirtschaftsgebäude | Zum Dorfplatz giebelständiges Vierständerhaus in Fachwerk mit Backsteinausfachung und unter Halbwalmdach in Hohlpfannendeckung; dreiachsiges Zwerchhaus in der südlichen Dachfläche. Errichtet 1854 (i).                                                                    | 30858665 | BW             |
| Prezier 5 52° 53′ 47″ N, 11° 18′ 21″ O  | Wohn-/Wirtschaftsgebäude | Als reines Wirtschaftsgebäude genutztes, zum Dorfplatz giebelständiges Vierständerhaus in Fachwerk mit Backsteinausfachung und unter Satteldach in Ziegeldeckung. Errichtet wohl in der zweiten Hälfte des 19. Jahrhunderts.                                                | 30858455 | BW             |
| Prezier 7 52° 53′ 46″ N, 11° 18′ 21″ O  | Wohn-/Wirtschaftsgebäude | Zum Dorfplatz giebelständiges Vierständerhaus in Fachwerk mit Backsteinausfachung und unter Satteldach in Zementplattendeckung. Errichtet 1829 (i). | 30858055 | BW             |
| Prezier 8 52° 53′ 47″ N, 11° 18′ 20″ O  | Wohn-/Wirtschaftsgebäude | Zum Dorfplatz giebelständiges Vierständerhaus in Fachwerk mit Backsteinausfachung, unter Satteldach in roter Hohlpfannendeckung. Errichtet 1823 (i). | 30858417 | BW             |
| Prezier 9 52° 53′ 47″ N, 11° 18′ 19″ O  | Wohn-/Wirtschaftsgebäude | Vollständig zu Wohnzwecken umgebautes Vierständerhaus in Fachwerk mit Backsteinausfachung und unter Krüppelwalmdach in Schieferdeckung; Dielentor durch Hauseingang ersetzt. Errichtet Ende des 19. Jahrhunderts.                                                           | 30858398 | BW             |
| Prezier 9 52° 53′ 47″ N, 11° 18′ 17″ O  | Wohn-/Wirtschaftsgebäude | Zum Dorfplatz giebelständiges Vierständerhaus in Fachwerk mit Backsteinausfachung und unter Halbwalmdach in Schieferdeckung; dreiachsiges Zwerchhaus in der südöstlichen Dachfläche. Errichtet 1859 (i). Ehemals das Wohn-/Wirtschaftsgebäude der Hofanlage Prezier Nr. 10. | 30858379 | BW             |
| Prezier 11 52° 53′ 48″ N, 11° 18′ 17″ O | Wohn-/Wirtschaftsgebäude | Zum Dorfplatz giebelständiges Vierständerhaus in Fachwerk mit Backsteinausfachung und unter Halbwalmdach in Hohlpfannendeckung; dreiachsiges Zwerchhaus in der südöstlichen Dachfläche; Wohngiebel um 1900 in Backsteinmauerwerk erneuert. Errichtet 1859 (i).              | 30858360 | BW             |
| Prezier 12 52° 53′ 48″ N, 11° 18′ 17″ O | Wohn-/Wirtschaftsgebäude | Zum Dorfplatz giebelständiges Vierständerhaus in Fachwerk mit Backsteinausfachung, unter Halbwalmdach; einachsiges Zwerchhaus in der südlichen Dachfläche; nördliche Traufe teilweise in Backsteinmauerwerk ersetzt. Errichtet 1859 (i).                                    | 30858341 | BW             |
| Prezier 13 52° 53′ 49″ N, 11° 18′ 17″ O | Wohn-/Wirtschaftsgebäude | Zum Dorfplatz giebelständiges Vierständerhaus in Fachwerk mit Backsteinausfachung und unter Satteldach in Schieferdeckung; dreiachsiges Zwerchhaus in der südlichen Dachfläche; Fachwerk des Wohnendes teilweise in Backsteinmauerwerk erneuert. Errichtet 1817 (i).        | 30858322 | BW             |
| Prezier 14 52° 53′ 52″ N, 11° 18′ 19″ O | Wohnhaus                 | Traufständig an der Zufahrt zum Rundling stehendes zweigeschossiges Fachwerkwohnhaus unter Halbwalmdach in Schieferdeckung; westliche Traufe in Backsteinmauerwerk erneuert. Errichtet um 1900.                                                                             | 30858303 | BW             |
| Prezier 19 52° 53′ 53″ N, 11° 18′ 20″ O | Wohn-/Wirtschaftsgebäude | An der Dorfstraße zum Rundling traufständig stehendes zweigeschossiges Querdielenhaus in Fachwerk mit Backsteinausfachung, teilweise auch Lehmschlag; unter Satteldach. Errichtet Anfang des 19. Jahrhunderts. Nördlicher Teil älter: 1759 (i).                             | 30858189 | BW             |
| Prezier 23 52° 53′ 55″ N, 11° 18′ 18″ O | Wohn-/Wirtschaftsgebäude | An der Dorfstraße zum Rundling giebelständig stehendes Längsdielenhaus in Fachwerk mit Backsteinausfachung und unter Halbwalmdach in Hohlpfannendeckung. Errichtet 1856 (i).                                                                                                | 30858151 | BW             |

## Lemgow-Schletau

### Gruppe baulicher Anlagen in Lemgow-Schletau
| Lage                                                 | Bezeichnung                               | Beschreibung | ID       | Bild |
| ---------------------------------------------------- | ----------------------------------------- | --- | -------- | ---- |
| Dorfstraße 3, 5, 7, 8, 9 52° 55′ 9″ N, 11° 21′ 33″ O | Teil des Rundling südlich des Dorfplatzes | Überreste des ehemaligen Rundlings Schletau. Zur Dorfstraße giebelständig angeordnete Wohn-/Wirtschaftsgebäude aus der Mitte des 19. Jahrhunderts, nach Dorfbrand an Ort und Stelle wiedererrichtet. | 30827638 | BW   |

### Einzeldenkmal in Lemgow-Schletau
| Lage                                        | Bezeichnung             | Beschreibung | ID       | Bild |
| ------------------------------------------- | ----------------------- | --- | -------- | ---- |
| Hauptstraße 17 52° 55′ 17″ N, 11° 21′ 38″ O | Wohn-Wirtschaftsgebäude | Zur Hauptstraße giebelständiges Vierständerhaus in Fachwerk mit Backsteinausfachung, unter Satteldach. Errichtet 1837 (i). | 30858093 | BW   |
| Dorfstraße 3 52° 55′ 9″ N, 11° 21′ 29″ O    | Wohn-Wirtschaftsgebäude | Zur Dorfstraße giebelständiges Vierständerhaus in Fachwerk mit Backsteinausfachung, unter Satteldach in Krempziegeldeckung; dreiachsiges Zwerchhaus in der östlichen Dachfläche. Errichtet 1842. Ehemalige Hofanlage Nr. 18.                                                | 30858111 | BW   |
| Dorfstraße 5 52° 55′ 8″ N, 11° 21′ 31″ O    | Wohn-Wirtschaftsgebäude | Zur Dorfstraße giebelständig stehendes Vierständerhaus in Fachwerk mit Backsteinausfachung und unter Halbwalmdach in Hohlpfannendeckung; Schleppgaube in der westlichen Dachfläche. Errichtet 1869 (i). Ehemalige Hofanlage Nr. 17.                                         | 30857979 | BW   |
| Dorfstraße 7 52° 55′ 9″ N, 11° 21′ 32″ O    | Wohn-Wirtschaftsgebäude | Zur Dorfstraße giebelständig stehendes Vierständerhaus in Fachwerk mit Backsteinausfachung und unter Halbwalmdach in Ziegeldeckung; dreiachsiges Zwerchhaus in der westlichen Dachfläche. Errichtet in der zweiten Hälfte des 19. Jahrhunderts. Ehemalige Hofanlage Nr. 16. | 30857998 | BW   |
| Dorfstraße 8 52° 55′ 9″ N, 11° 21′ 33″ O    | Wohn-Wirtschaftsgebäude | Zur Dorfstraße giebelständiges, schmales Vierständerhaus in Fachwerk unter Satteldach in Ziegeldeckung. Errichtet 1860 (i). | 35893443 | BW   |
| Dorfstraße 9 52° 55′ 8″ N, 11° 21′ 33″ O    | Wohn-Wirtschaftsgebäude | Schmales, zur Dorfstraße giebelständiges Vierständerhaus in Fachwerk mit Backsteinausfachung und unter Halbwalmdach; Ostseite in Krempziegeldeckung. Errichtet 1848 (i). Ehemalige Hofanlage Nr. 14.                                                                        | 30858017 | BW   |

## Lemgow-Schmarsau

### Gruppe baulicher Anlagen in Lemgow-Schmarsau
| Lage                                                                     | Bezeichnung                          | Beschreibung | ID       | Bild |
| ------------------------------------------------------------------------ | ------------------------------------ | --- | -------- | ---- |
| Im Rundling 7, 8, 9, 10, 15, 16, 17, 18, 19 52° 54′ 24″ N, 11° 21′ 24″ O | Rundling mit Hofanlagen am Dorfplatz | Das im Osten des Lemgow gelegene Dorf Schmarsau hat die Form eines nach Norden weit offenen Halbkreises mit typischen Rundlingsmerkmalen. Erhalten haben sich die einheitlich 1850 nach einem Brand errichteten Wohn-/Wirtschaftsgebäude Im Rundling 7, 8, 10, 11, 14, 15, 16, 17, 18 und 19 sowie die zeitgleich errichtete ehemalige Schule am nördlichen Rand des Rundlings. | 30827648 | BW   |
| Bahnhofstraße 4 52° 54′ 35″ N, 11° 21′ 27″ O                             | Hofanlage                            | Die Hofanlage Bahnhofstraße 4 besteht aus einem Wohn-/Wirtschaftsgebäude von 1850 und einem etwa zeitgleich errichteten Stall. Es handelt sich um eine der nach dem Dorfbrand von 1849 nachträglich nach Norden ausgesiedelten Hofanlagen. | 35893759 | BW   |
| Bahnhofstraße 22 52° 54′ 30″ N, 11° 21′ 24″ O                            | Hofanlage                            | Die Hofanlage Bahnhofstraße 22 in Schmarsau besteht aus einem Wohn-/Wirtschaftsgebäude mit angebautem im Grundriss L-förmigen Stall. Die Gebäude umschließen somit auf drei Seiten einen zur Bahnhofsstraße im Osten geöffneten Wirtschaftshof. | 35893759 | BW   |

### Einzeldenkmal in Lemgow-Schmarsau
| Lage                                          | Bezeichnung              | Beschreibung | ID       | Bild |
| --------------------------------------------- | ------------------------ | --- | -------- | ---- |
| Bahnhofstraße 4 52° 54′ 35″ N, 11° 21′ 27″ O  | Wohn-/Wirtschaftsgebäude | Giebelständiges Vierständerhaus in Fachwerk mit Backsteinausfachung und unter Halbwalmdach in Schieferdeckung. Errichtet 1850 (i). | 30857887 | BW   |
| Bahnhofstraße 4 52° 54′ 35″ N, 11° 21′ 27″ O  | Stall                    | Gestreckter, eingeschossiger, unverputzter Backsteinbau mit Futterküche und nachträglich eingebauter Remise. Satteldach in Zementplattendeckung. An der Ostseite angebautes eingeschossiges Fachwerkgebäude mit Satteldach in Biberschwanzdeckung. Errichtet in der Mitte des 19. Jahrhunderts. | 35893973 | BW   |
| Bahnhofstraße 22 52° 54′ 29″ N, 11° 21′ 24″ O | Wohn-/Wirtschaftsgebäude | Zur Bahnhofstraße giebelständiges Vierständerhaus in Fachwerk mit Backsteinausfachung; unter Satteldach. Errichtet Ende des 19. Jahrhunderts. | 30857868 | BW   |
| Bahnhofstraße 22 52° 54′ 30″ N, 11° 21′ 24″ O | Stall                    | Winkelförmiger unverputzter Backsteinbau unter Satteldach. Errichtet Anfang des 20. Jahrhunderts. | 35893793 | BW   |
| Bahnhofstraße 24 52° 54′ 28″ N, 11° 21′ 24″ O | Ehemalige Schule         | Eingeschossiger, traufständiger Fachwerkbau mit Backsteinausfachung; unter Halbwalmdach. Errichtet 1850, inschriftlich überliefert. | 30857849 | BW   |
| Am Dorfplatz 52° 54′ 27″ N, 11° 21′ 23″ O     | St. Jakobikapelle        | Schlichter Saalbau in Feldsteinmauerwerk und unter Halbwalmdach in roter Hohlpfannendeckung. Errichtet wohl im 14. Jahrhundert. 1849 ausgebrannt, 1850 wiederhergestellt. | 30857924 |      |
| Im Rundling 7 52° 54′ 22″ N, 11° 21′ 28″ O    | Wohn-/Wirtschaftsgebäude | Weit zurückliegendes, zum Dorfplatz giebelständiges Vierständerhaus in Fachwerk mit Backsteinausfachung und unter Halbwalmdach in Schieferdeckung; zweiachsiges Zwerchhaus in der südwestlichen Dachfläche. Errichtet 1850 (i). Ehemalige Hofanlage Nr. 18.                                     | 30857508 | BW   |
| Im Rundling 8 52° 54′ 23″ N, 11° 21′ 26″ O    | Wohn-/Wirtschaftsgebäude | Zum Dorfplatz giebelständiges Vierständerhaus in Fachwerk mit Backsteinausfachung; unter Satteldach; Dielentor zugesetzt, Wirtschaftsteil zu Wohnzwecken ausgebaut. Errichtet 1850 (i). Ehemalige Hofanlage Nr. 19.                                                                             | 30857565 | BW   |
| Im Rundling 10 52° 54′ 21″ N, 11° 21′ 24″ O   | Wohn-/Wirtschaftsgebäude | Zum Dorfplatz giebelständiges Vierständerhaus in Fachwerk mit Backsteinausfachung und unter Halbwalmdach in Biberschwanzkronendeckung; zweiachsiges Zwerchhaus in der westlichen Dachfläche. Errichtet 1850 (i). Ehemalige Hofanlage Nr. 21.                                                    | 30858531 | BW   |
| Im Rundling 15 52° 54′ 21″ N, 11° 21′ 20″ O   | Wohn-/Wirtschaftsgebäude | Weit zurückliegendes, zum Dorfplatz giebelständiges Vierständerhaus in Fachwerk mit Backstein - ausfachung, unter Satteldach, zum Teil in Hohlpfannendeckung (Wohnteil). Errichtet 1850 (i). Im Rundling 15 entspricht den alten Parzellen der Hofanlagen Nr. 26 und 27.                        | 30858474 | BW   |
| Im Rundling 16 52° 54′ 22″ N, 11° 21′ 21″ O   | Wohn-/Wirtschaftsgebäude | Zum Dorfplatz giebelständiges Vierständerhaus in Fachwerk mit Backsteinausfachung und unter Halbwalmdach in Schieferdeckung; zweiachsiges Zwerchhaus und zwei Dacherker in der nordwestlichen Dachfläche. Errichtet wohl 1850. Ehemalige Hofanlage Nr. 28.                                      | 30857830 | BW   |
| Im Rundling 17 52° 54′ 24″ N, 11° 21′ 21″ O   | Wohn-/Wirtschaftsgebäude | Zum Dorfplatz giebelständiges Vierständerhaus in Fachwerk mit Backsteinausfachung und unter Halbwalmdach in Hohlpfannendeckung; Wohngiebel in Backsteinmauerwerk ersetzt. Errichtet 1850 (i).                                                                                                   | 30857270 | BW   |
| Im Rundling 18 52° 54′ 24″ N, 11° 21′ 20″ O   | Wohn-/Wirtschaftsgebäude | Zum Dorfplatz giebelständiges Vierständerhaus in Fachwerk mit Backsteinausfachung; unter Satteldach. Errichtet 1850 (i). | 30827648 | BW   |
| Im Rundling 19 52° 54′ 26″ N, 11° 21′ 20″ O   | Wohn-/Wirtschaftsgebäude | Zum Dorfplatz giebelständiges Vierständerhaus in Fachwerk mit Backsteinausfachung; unter Halbwalmdach. Errichtet 1850 (i). | 30857470 | BW   |

## Lemgow-Schweskau

### Gruppe baulicher Anlagen in Lemgow-Schweskau
| Lage                                           | Bezeichnung | Beschreibung | ID       | Bild |
| ---------------------------------------------- | ----------- | --- | -------- | ---- |
| Unter den Eichen 9 52° 55′ 3″ N, 11° 17′ 14″ O | Hofanlage   | Die Hofanlage Unter den Eichen 9 steht auf einer sektorförmigen Parzelle des ehemaligen Rundlingsdorfes Schweskau. Überkommen sind das Wohn-/Wirtschaftsgebäude von 1853 und ein Speicher aus der zweiten Hälfte des 19. Jahrhunderts. | 30827781 | BW   |

### Einzeldenkmal in Lemgow-Schweskau
| Lage                                           | Bezeichnung             | Beschreibung | ID       | Bild |
| ---------------------------------------------- | ----------------------- | --- | -------- | ---- |
| Ortsmitte 52° 55′ 13″ N, 11° 17′ 15″ O         | Kapelle                 | Schlichter Saalbau in Feldsteinmauerwerk unter Satteldach in Hohlpfannendeckung; quadratischer Westturm in Backsteinmauerwerk und unter spitzem, vierseitigen Pyramidendach in Kupferdeckung; gegenüber dem Turmschaft um 90 Grad gedreht. Schiff errichtet wohl im 14. Jahrhundert, Turm von 1895. | 30857396 |      |
| Lindenallee 18 52° 55′ 2″ N, 11° 17′ 9″ O      | Wohn-Wirtschaftsgebäude | Vierständerhaus in Fachwerk mit Backsteinausfachung; unter Halbwalmdach in Hohlpfannendeckung; Wirtschaftsteil teilweise zu Wohnzwecken ausgebaut. Errichtet 1871 (i). | 30857433 | BW   |
| Unter den Eichen 9 52° 55′ 3″ N, 11° 17′ 14″ O | Wohn-Wirtschaftsgebäude | Vierständerhaus in Fachwerk mit Backsteinausfachung; unter Halbwalmdach in Hohlpfannendeckung; Wirtschaftsteil teilweise zu Wohnzwecken ausgebaut. Errichtet 1871 (i). | 30857451 | BW   |
| Unter den Eichen 9 52° 55′ 3″ N, 11° 17′ 15″ O | Speicher                | Fachwerkbau mit Backsteinausfachung unter hohlpfannengedecktem Satteldach. Errichtet in der zweiten Hälfte des 19. Jahrhunderts. | 36727602 | BW   |

## Lemgow-Simander

### Gruppe baulicher Anlagen in Lemgow-Simander
| Lage                                       | Bezeichnung | Beschreibung | ID       | Bild |
| ------------------------------------------ | ----------- | --- | -------- | ---- |
| Dorfstraße 34 52° 55′ 11″ N, 11° 19′ 19″ O | Hofanlage   | Die Hofanlage Dorfstraße 34 liegt auf der Westseite der Straße und besteht aus einem 1834 errichteten Wohn-/Wirtschaftsgebäude und einem Stall aus der zweiten Hälfte des 19. Jahrhunderts. | 30827678 | BW   |
| Dorfstraße 5 52° 55′ 14″ N, 11° 19′ 21″ O  | Hofanlage   | Die Hofanlage Dorfstraße 5 besteht aus einem älteren Wohn-/Wirtschaftsgebäude von 1834 und einem jüngeren Wohnhaus aus der zweiten Hälfte des 19. Jahrhunderts.                             | 30827688 | BW   |

### Einzeldenkmal in Lemgow-Simander
| Lage                                       | Bezeichnung             | Beschreibung | ID       | Bild |
| ------------------------------------------ | ----------------------- | --- | -------- | ---- |
| Ortsmitte 52° 55′ 18″ N, 11° 19′ 18″ O     | St. Nicolai-Kapelle     | Kleiner Saalbau in Backsteinmauerwerk unter Walmdach in roter Hohlpfannendeckung; eingezogener Chor unter steilem Walmdach in gleicher Deckung; kleines Querschiff an der Westseite unter Satteldach in roter Hohlpfannendeckung; quadratischer Westturm unter achtseitigem Pyramidendach in Schieferdeckung. Errichtet durch Conrad Wilhelm Hase (Bauleitung Wilhelm Schultz) 1866 (i). | 30857197 |      |
| Dorfstraße 1 52° 55′ 8″ N, 11° 19′ 22″ O   | Wohnhaus                | Zweigeschossiger Fachwerkbau mit Backsteinausfachung, unter Walmdach in Schieferdeckung; Schaufassade zur Straße in Backsteinmauerwerk mit Dekor in Zementputz. Errichtet 1901 (i). Südlicher Saalanbau in Backsteinmauerwerk unter flach geneigtem Satteldach. Ehemalige Hofanlage Nr. 11.                                                                                              | 30857340 | BW   |
| Dorfstraße 5 52° 55′ 15″ N, 11° 19′ 21″ O  | Wohn-Wirtschaftsgebäude | Vierständerhaus in Fachwerk mit Backsteinausfachung und unter Satteldach in Krempziegeldeckung. Errichtet 1834 (i). Ehemalige Hofanlage Nr. 20. | 30857308 | BW   |
| Dorfstraße 5 52° 55′ 14″ N, 11° 19′ 20″ O  | Wohnhaus                | Eingeschossiger Backsteinbau mit ausgebautem Dachgeschoss und Zwerchhaus mit Balkon in der westlichen Dachfläche. Unter Satteldach in Schieferdeckung. Errichtet in der zweiten Hälfte des 19. Jahrhunderts. | 35895428 | BW   |
| Dorfstraße 11 52° 55′ 24″ N, 11° 19′ 19″ O | Wohn-Wirtschaftsgebäude | Vierständerhaus in Fachwerk mit Backsteinausfachung; unter Satteldach. Errichtet 1834 (i). Ehemalige Hofanlage Nr. 49. | 30857234 | BW   |
| Dorfstraße 15 52° 55′ 28″ N, 11° 19′ 18″ O | Wohn-Wirtschaftsgebäude | Vierständerhaus in Fachwerk mit Backsteinausfachung und unter Satteldach in Hohlpfannendeckung. Errichtet 1834 (i). Ehemalige Hofanlage Nr. 24. | 30857289 | BW   |
| Dorfstraße 26 52° 55′ 19″ N, 11° 19′ 17″ O | Wohn-Wirtschaftsgebäude | Kleines Vierständerhaus in Fachwerk mit Backsteinausfachung, unter Satteldach. Errichtet wohl um 1834. Ehemalige Hofanlage Nr. 26. | 30857252 | BW   |
| Dorfstraße 26 52° 55′ 19″ N, 11° 19′ 17″ O | Wohn-Wirtschaftsgebäude | Kleines Vierständerhaus in Fachwerk mit Backsteinausfachung, unter Satteldach. Errichtet wohl um 1834. Ehemalige Hofanlage Nr. 26. | 30857252 | BW   |
| Dorfstraße 34 52° 55′ 11″ N, 11° 19′ 18″ O | Wohn-Wirtschaftsgebäude | Vierständerhaus in Fachwerk mit Backsteinausfachung und unter Halbwalmdach in Schieferdeckung; dreiachsiges Zwerchhaus in der südlichen Dachfläche. Errichtet 1834 (i). Ehemalige Hofstelle Nr. 8. | 30857359 | BW   |
| Dorfstraße 34 52° 55′ 11″ N, 11° 19′ 18″ O | Stall                   | Langgestreckter Backsteinbau unter ziegelgedecktem Satteldach. Errichtet in der zweiten Hälfte des 19. Jahrhunderts. | 35894811 | BW   |

## Lemgow-Trabuhn

### Einzeldenkmal in Lemgow-Trabuhn
| Lage                                | Bezeichnung             | Beschreibung | ID       | Bild |
| ----------------------------------- | ----------------------- | --- | -------- | ---- |
| Nr. 2 52° 54′ 47″ N, 11° 17′ 0″ O   | Wohnhaus                | Eingeschossiger Backsteinbau mit Dekor in hellem Zementputz und unter Satteldach in Hohlpfannendeckung; zweigeschossiger und zweiachsiger Eingangsrisalit ausmittig links in der nördlichen Straßenfassade. Errichtet um 1900. | 30857161 | BW   |
| Nr. 33 52° 54′ 41″ N, 11° 16′ 43″ O | Wohn-Wirtschaftsgebäude | Vierständerhaus in Fachwerk mit Backsteinausfachung; unter Satteldach in Zementplattendeckung; weitgehend zu Wohnzwecken ausgebaut. Errichtet um 1850.                                                                         | 30857179 | BW   |

## Lemgow-Volzendorf

### Gruppe baulicher Anlagen in Lemgow-Volzendorf
| Lage                                | Bezeichnung | Beschreibung | ID       | Bild |
| ----------------------------------- | ----------- | --- | -------- | ---- |
| Nr. 13 52° 53′ 30″ N, 11° 15′ 47″ O | Hofanlage   | Die um einen Innenhof gruppierten drei Gebäude der Hofanlage Volzendorf Nr. 13 (ehemals Nr. 6) entstammen einer gemeinsamen Bauphase zu Beginn des 20. Jahrhunderts. Sowohl das Wohnhaus von 1906 als auch der südwestlich davon liegende Stall weisen zahlreiche Schmuckelemente, insbesondere in der straßenseitigen Fassade auf; auch die nur an den Innenhof grenzende Scheune ist aufwendig in Backstein gestaltet. | 30827711 | BW   |
| Nr. 14 52° 53′ 29″ N, 11° 15′ 46″ O | Hofanlage   | Die Hofanlage Volzendorf Nr. 14 (ehemals 7) besteht aus einem Wohn-/Wirtschaftsgebäude aus dem Jahr 1834 und einem parallel dazu platzierten, auf der Grundstücksgrenze zum Hof Nr. 13 stehenden langen Stallgebäude von 1891. | 30827721 | BW   |
| Nr. 19 52° 53′ 31″ N, 11° 15′ 38″ O | Hofanlage   | Die Hofanlage Volzendorf Nr. 19 (ehemals 14) besteht aus einem langgestreckten Wohn-/Wirtschaftsgebäude aus Fachwerk und einem massiv aus Backstein errichteten Stall. Beide Bauten stammen aus der zweiten Hälfte des 19. Jahrhunderts. | 30827751 | BW   |

### Einzeldenkmal in Lemgow-Volzendorf
| Lage                                   | Bezeichnung                  | Beschreibung | ID       | Bild |
| -------------------------------------- | ---------------------------- | --- | -------- | ---- |
| Dorfplatz 52° 53′ 33″ N, 11° 15′ 43″ O | St. Petri - Kapelle mit Turm | Die evangelische Kapelle stammt aus dem 14. Jahrhundert, der Westturm im neugotischen Stil wurde später hinzugefügt. Die Kapelle wurde aus Feldstein erbaut, der Ostgiebel mit Blendnischen ist aus Backstein errichtet worden. Im Inneren befinden sich Reste von Wandmalereien aus den Jahren 1554 und 1661. | 30857142 |      |
| Nr. 10 52° 53′ 33″ N, 11° 15′ 43″ O    | Wohn-/Wirtschaftsgebäude     | Großes Querdielenhaus in Fachwerk mit Backsteinausfachung; unter Halbwalmdach; dreiachsiges Zwerchhaus in der straßenseitigen Dachfläche. Errichtet 1832 (i). Ehemalige Hofanlage Nr. 10. | 30857641 | BW   |
| Nr. 13 52° 53′ 31″ N, 11° 15′ 46″ O    | Wohnhaus                     | Zweigeschossiger Backsteinbau unter Walmdach in Schieferdeckung; reich dekorierte Schaufassade straßenseitig. Errichtet 1906 (i). Ehemalige Hofanlage Nr. 6. | 30857807 | BW   |
| Nr. 13 52° 53′ 30″ N, 11° 15′ 45″ O    | Stall                        | Zweigeschossiger Backsteinbau unter Satteldach. Schmuckfassade zur Straßenseite. Errichtet 1909 (i). | 30859001 | BW   |
| Nr. 13 52° 53′ 30″ N, 11° 15′ 46″ O    | Scheune                      | Die Längsscheune schließt sich an das Stallgebäude an. Es handelt sich um einen zweigeschossigen Backsteinbau mit zwei hofseitigen Ladeluken im Obergeschoss. Erd- und Obergeschoss sind durch ein Backsteingesims voneinander getrennt. Errichtet um 1909.                                                    | 30857759 | BW   |
| Nr. 14 52° 53′ 30″ N, 11° 15′ 44″ O    | Stall                        | Sehr langgestreckter Backsteinbau mit hohem Drempel und unter Satteldach in Schieferdeckung. Errichtet 1891 (i). | 30857738 | BW   |
| Nr. 14 52° 53′ 29″ N, 11° 15′ 44″ O    | Wohn-/Wirtschaftsgebäude     | Vierständerhaus in Fachwerk mit Backsteinausfachung und unter Halbwalmdach in Schieferdeckung; Traufen teilweise in Backsteinmauerwerk erneuert; weitgehend zu Wohnzwecken ausgebaut. Errichtet 1834 (i). Ehemalige Hofstelle Nr. 7.                                                                           | 30857215 | BW   |
| Nr. 16 52° 53′ 27″ N, 11° 15′ 43″ O    | Wohn-/Wirtschaftsgebäude     | Vierständerhaus in Fachwerk mit Backsteinausfachung und unter Satteldach. Errichtet 1834 (i). Ehemalige Hofanlage Nr. 9. | 30857700 | BW   |
| Nr. 18 52° 53′ 30″ N, 11° 15′ 40″ O    | Wohn-/Wirtschaftsgebäude     | Zweigeschossiges Querdielen-Fachwerkhaus unter Krüppelwalmdach. Wohngiebel in Backsteinmauerwerk. Errichtet um 1900. | 30857681 | BW   |
| Nr. 19 52° 53′ 31″ N, 11° 15′ 39″ O    | Wohn-/Wirtschaftsgebäude     | Langgestrecktes Vierständerhaus in Fachwerk mit Backsteinausfachung; unter Halbwalmdach. Errichtet 1864 (i). Ehemalige Hofstelle Nr. 14. | 30857622 | BW   |
| Nr. 19 52° 53′ 31″ N, 11° 15′ 37″ O    | Stall                        | Langgestreckter Backsteinbau mit hohem Drempel und unter Satteldach in Schieferdeckung. Errichtet Ende des 19. Jahrhunderts. | 30857660 | BW   |